# Cymbidium borneense
Cymbidium borneense är en orkidéart som beskrevs av Jeffrey James Wood. Cymbidium borneense ingår i släktet Cymbidium, och familjen orkidéer. Inga underarter finns listade i Catalogue of Life.